# Norstjärnen (Rätans socken, Jämtland)
Norstjärnen är en sjö i Bergs kommun i Jämtland och ingår i Ljungans huvudavrinningsområde. Sjön har en area på 0,378 kvadratkilometer och ligger 349,1 meter över havet. Sjön avvattnas av vattendraget Kvarnbäcken.

## Delavrinningsområde
Norstjärnen ingår i det delavrinningsområde (692764-143738) som SMHI kallar för Utloppet av Norstjärnen. Medelhöjden är 427 meter över havet och ytan är 20,96 kvadratkilometer. Det finns inga avrinningsområden uppströms utan avrinningsområdet är högsta punkten. Kvarnbäcken som avvattnar avrinningsområdet har biflödesordning 2, vilket innebär att vattnet flödar genom totalt 2 vattendrag innan det når havet efter 195 kilometer. Avrinningsområdet består mestadels av skog (76 procent) och sankmarker (13 procent). Avrinningsområdet har 0,52 kvadratkilometer vattenytor vilket ger det en sjöprocent på 2,5 procent. Bebyggelsen i området täcker en yta av 0,31 kvadratkilometer eller 1 procent av avrinningsområdet.